# Peter Edward Russell
Sir Peter Edward Lionel Russell Russell (geborener Wheeler, * 24. Oktober 1913 in Christchurch; † 22. Juni 2006 in Oxford) war ein britischer Historiker, Romanist, Hispanist und Mediävist neuseeländischer Herkunft.

## Leben und Werk

### Karriere
Peter Edward Lionel Russell Wheeler nahm mit 16 Jahren den Mädchennamen seiner Mutter, Russell, als Familiennamen an. Er studierte an der Oxford University bei William J. Entwistle und war dort ab 1937 Lehrbeauftragter (College Lecturer). Während des Spanischen Bürgerkriegs übernahm er in Spanien Einsätze für den britischen Geheimdienst, was 1938 zu seiner Verhaftung und Ausweisung führte. Während des Zweiten Weltkriegs diente er ab 1940 als Offizier des Geheimdienstkorps der British Army und erreichte schließlich den Rang eines Lieutenant-Colonel. Von 1946 bis 1953 war er an der Oxford University Lecturer in Spanish Studies, von 1953 bis zu seiner Emeritierung 1981 (als Nachfolger seines Lehrers) King Alfonso XIII Professor of Spanish Studies.

### Russell als revolutionärer Mediävist
Mit seinem Aufsatz “Some Problems of Diplomatic in the "Cantar de Mio Cid" and Their Implications” (in: Modern Language Review 47, 1952, S. 340–349) leitete Russell ein Umdenken ein über Zeit und Ort der Entstehung des Cantar de Mio Cid, das die bis dahin gültige Auffassung von Ramón Menéndez Pidal ablöste. 50 Jahre später wurde dieser Pioniertat im Beisein des Urhebers ein Festkolloquium gewidmet.

### Russell als literarische Figur
Der spanische Autor Javier Marías, der von 1983 bis 1985 in Oxford gelehrt hatte,  verewigte Russell unter dem Namen Sir Peter Wheeler in seinen Romanen Todas las almas, 1989 (deutsch:  Alle Seelen oder die Irren von Oxford, 1991) und Negra espalda del tiempo, 1998 (deutsch: Schwarzer Rücken der Zeit, 2000), ferner in der Trilogie Tu rostro mañana, 2002–2007 (deutsch: Dein Gesicht morgen, 2004–2009 mit den Bänden: Fieber und Lanze; Tanz und Traum; Gift und Schatten und Abschied), zuletzt im Roman Berta Isla, 2017.

### Ehrungen
Russell wurde Ehrendoktor (DLitt) der Universität Oxford (seine reguläre Dissertation hatte er nie abgeschlossen). Er wurde 1977 Mitglied der British Academy und 1995 als Knight Bachelor geadelt. Er wurde jeweils als Komtur des spanischen Orden de Isabel la Católica und des portugiesischen Orden des Infanten Dom Henrique ausgezeichnet. Ihm wurden vier Festschriften gewidmet.

## Werke
- As Fontes de Fernão Lopes, Coimbra 1941
- Ezra Pound. A collection of essays to be presented to Ezra Pound on his sixty-fifth birthday, London 1950 (Hrsg.)
- The English intervention in Spain and Portugal in the time of Edward III and Richard II, Oxford 1955 (portugiesisch: A Intervenção inglesa na Península ibérica durante a guerra dos cem anos, Lissabon 2000)
- Spain. A companion to Spanish studies, London 1973 (Hrsg.)
- Temas de "La Celestina" y otros estudios del "Cid" al "Quijote", Barcelona 1978
- O Infante D. Henrique e as Ilhas Canárias. Uma dimensão mal compreendida da biografia henriquina, Lissabon 1979
- Traducciones y traductores en la Península ibérica (1400-1550),  Bellaterra 1985
- Cervantes, Oxford 1985
- Fernando de Rojas, La Celestina. Comedia o tragicomedia de Calisto y Melibea, Madrid 1991, 1993, 2001, 2007, Barcelona  2013 (Hrsg.)
- Portugal, Spain and the African Atlantic, 1343-1490. Chivalry and crusade from John of Gaunt to Henry the Navigator,  Aldershot 1995
- Prince Henry "the Navigator". A life, New Haven (Conn.) 2000 (portugiesisch: Henrique O Navegador, Lissabon 2004)